# 中國槍魷
中國槍魷（学名：Uroteuthis (Photololigo），又名台灣鎖管、臺灣鎖管、中國槍烏賊、台灣槍烏賊或透抽，香港俗稱火箭魷，为槍魷科尾槍魷屬發光槍魷亞屬下的一个种。

## 型態特徵
胴體呈細長的錐形，尾端則尖細。腹面無縱椎中線。成熟個體平均胴長是 30 公分，长宽比為7:1。筒邊有兩片鰭，鰭菱形，長度大於2/3的胴長，使整條槍魷的胴體極像火箭，因而得名。
如同其他管魷目物種那樣，本物種的10條觸鬚其中兩條較長，腕式一般为3>4>2>1，有吸盘2行。觸腕角質環群中約有 12 個大角質環平均直徑大於邊緣小觸腕角質環 1/2 倍，而最大的觸腕角質環直徑則是大了 2 倍。最大觸腕角質環有 20-30 個尖銳的齒，排列方式則是 6-12個大齒中間相雜 1-4 個小齒。 
會發光，发光器在其直肠两侧，呈纺锤形。
在不同成長階段的中國槍魷，有時在漁民間會有不同的名稱：他們稱呼魷魚的幼體為「小卷」，而其亞成體則為「中卷」。 
牠們喜見光，故船家會以大光燈引牠們游上水面。

## 分佈
本物種的主要漁場位於台灣海峽兩邊的澎湖群島和閩南海域，但在廣西北部灣北部、海南島周圍、南澎島及南中國海海域亦有見其踪影。其出沒高峯期在五至六月，但在香港有時四月都已經可以捕獲。相對於其他墨魚或魷魚，其口感較肉薄、鮮甜，一般會用來爆中、炒或作刺身食用。

## 外部連結
- 維基物種上的相關：中國槍魷